# Jaroslav Abelovič
Jaroslav Abelovič (4. dubna 1932 Naháč, Československo - 18. května 1996 Bratislava, Slovensko) byl slovenský geodet. Působil na Stavební fakultě STU v Bratislavě (od roku 1991 jako profesor). Věnoval se studiu dynamiky svahových pohybů a řešení problémů metrologie v geodézii.

## Funkce
- Slovenský zväz geodetov- předseda
- Komora geodetov a kartografov- předseda představenstva a spoluzakladatel

## Dílo
- Měření v geodetických sítích (1990, spoluautor)
- Téměř 70 odborných a vědeckých prací